# 霍费尔德 (乌克兰)
47°53′3″N 35°40′45″E / 47.88417°N 35.67917°E
霍费尔德（烏克蘭語：Гофельд）是位於烏克蘭東南部的村莊，由扎波羅熱州扎波羅熱区的米哈伊洛-盧卡舍韋市鎮負責管轄。該村始建於1923年，面積0.44平方公里，2001年人口30，人口密度每平方公里67.7人。